# Stugeta ethiopica
Stugeta ethiopica är en fjärilsart som beskrevs av Henry Stempffer och Bennett 1958. Stugeta ethiopica ingår i släktet Stugeta och familjen juvelvingar. Inga underarter finns listade i Catalogue of Life.